# Arthur Johnson (Karikaturist)
Arthur Johnson (* 7. August 1874 in Cincinnati, Ohio; † 29. November 1954 in West-Berlin) war ein US-amerikanischer Karikaturist, Zeichner und Maler, der in Berlin arbeitete.

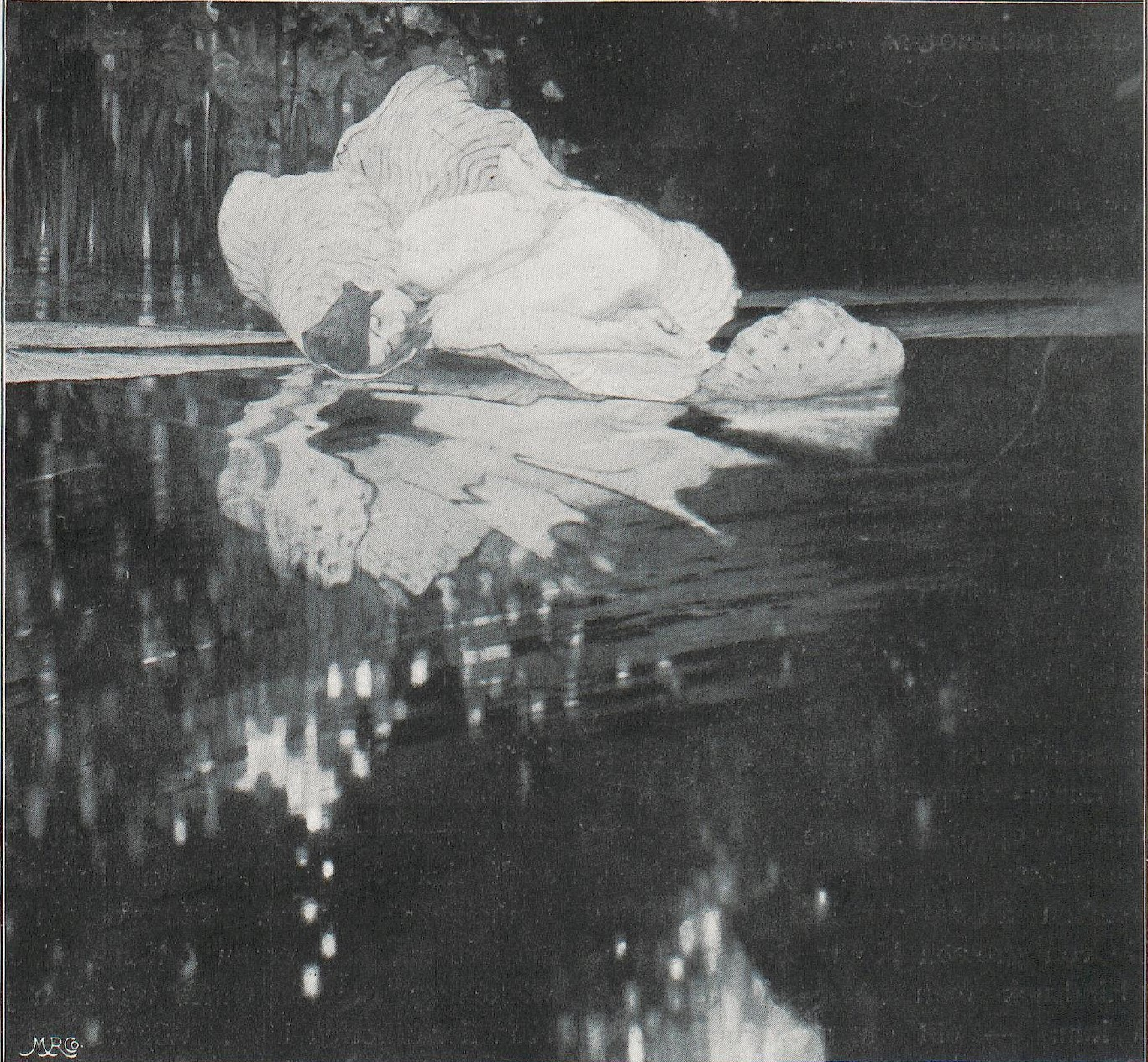
Träumendes Wasser (sw-Reproduktion, 1904)

## Leben
Als Sohn eines US-amerikanischen Konsuls in Hamburg lebte er ab seinem 15. Lebensjahr (1889) in Deutschland.
Er studierte an der Berliner Akademie der Künste. Mit einem Stipendium hielt sich Johnson um 1905 in Rom auf und hatte ein Atelier in der Villa Strohl-Fern.
Von 1896 bis 1944 war Johnson Mitarbeiter der Satirezeitschrift Kladderadatsch und zeichnete auf die Tagespolitik bezogene Karikaturen. Im Laufe der Jahre entwickelte er einen typisch skurrilen Zackenstil, der Gesichter zu grotesken Fratzen verzerrte. Während des Ersten und Zweiten Weltkrieges erlangten Johnsons bissige Karikaturen gegen die Alliierten große Popularität und waren fester Bestandteil der deutschen Propaganda. Er zeichnete auch antisemitische Witze und entpuppte sich 1933 als Anhänger Adolf Hitlers und der Nationalsozialisten.
Als Maler bevorzugte Johnson Landschaften und Figürliches. Er stellte unter anderem bei der Berliner Secession aus.